# Рукокрилі
Рукокрилі (Chiroptera) — ряд ссавців з надряду лавразіотерій (Laurasiatheria). Ряд відомий також як Лиликоподібні (Vespertilioniformes). Об'єднує дві групи — кажанів і криланів. За числом сучасних видів (1447 сучасних видів у 235 родах у 21 родині) серед ссавців поступається тільки ряду мишоподібних. Розміри цих тварин значно відрізняються, від Craseonycteris thonglongyai з довжиною голови й тулуба 3 см і вагою 2 грама до калонга (Pteropus vampyrus) з довжиною голови й тулуба 40 см, розмахом крил — 1,5 м і вагою 1,5 кілограма.

## Назви
Назва Vespertilioniformes пов'язана з назвою типового роду Vespertilio (Лилик) та назвою типової родини Vespertilionidae (Лиликові). Назва Chiroptera є описовою і пов'язана зі словами «рука» (chiero) та «крило» (ptera). Оскільки в Україні й загалом у Європі поширені переважно «малі рукокрилі» з родини Vespertilionidae, яких називають кажанами, то назви «рукокрилі» і «кажани» за своїм обсягом у мірилі фауни України виявляються однаковими і тому сприймаються як синоніми (у тому числі й в українській Вікіпедії). Назву «кажани» коректно застосовувати тільки для позначення «малих рукокрилих» (Microchiroptera).
Раніше для позначення рукокрилих в Україні та інших країнах використовували назви, що згодом стали власними назвами окремих родів: пергач, лилик, нічниця, нетопир та ін. У незоологічній літературі (переважно російськомовній і радянських часів) часто вживали асоціативну назву «летючі миші», проте лиликоподібні не мають жодного стосунку до ряду Мишеподібні (Muriformes) загалом або родини Мишевих (Muridae) зокрема.

## Ключові ознаки
Одна з найбільш спеціалізованих груп ссавців, більшість ознак якої пов'язана з пристосуваннями до активного польоту.
- розвинена передня кінцівка з видовженими метакарпаліями та фалангами.
- крилова болона («перетинка»), яка включає
  - дактилопатагій (між пальцями),
  - плагіопатигій (між передньою і задньою кінцівкою),
  - уропатагій (охоплює хвіст, є не в усіх).
- розвиток кіля тощо.

## Систематика

### Взаємини з іншими рядами
Близькими до лиликоподібних рядами ссавців є кагуанові, або шерстокрили (Cynocephalidae), та примати (Primates), з якими їх об'єднують у надряд архонт (Archonta).
Рукокрилих включали до надряду пеґасофери (Pegasoferae) разом з рядами конеподібні (Perissodactyla), хижі (Carnivora), ластоногі (Pinnipedia), панґоліни (Pholidota). Однак подальші дослідження показали, що пеґасофери не є природньою групою.
В останніх оглядах із систематики, ссавців рукокрилих відносять до клади Scrotifera.
|  | Pholidota (панголіни)                         |
|  |                                               |
|  | Carnivora (коти, гієни, пси, ведмеді, тюлені) |
|  |                                               |

|  | Perissodactyla (коні, тапіри, носороги) |
|  |                                         |
|  | Artiodactyla (верблюди, жуйні, кити)    |
|  |                                         |

|  | Pholidota (панголіни)                         |
|  |                                               |
|  | Carnivora (коти, гієни, пси, ведмеді, тюлені) |
|  |                                               |

|  | Perissodactyla (коні, тапіри, носороги) |
|  |                                         |
|  | Artiodactyla (верблюди, жуйні, кити)    |
|  |                                         |

|  | Pholidota (панголіни)                         |
|  |                                               |
|  | Carnivora (коти, гієни, пси, ведмеді, тюлені) |
|  |                                               |

|  | Perissodactyla (коні, тапіри, носороги) |
|  |                                         |
|  | Artiodactyla (верблюди, жуйні, кити)    |
|  |                                         |

|  | Pholidota (панголіни)                         |
|  |                                               |
|  | Carnivora (коти, гієни, пси, ведмеді, тюлені) |
|  |                                               |

|  | Perissodactyla (коні, тапіри, носороги) |
|  |                                         |
|  | Artiodactyla (верблюди, жуйні, кити)    |
|  |                                         |

|  | Pholidota (панголіни)                         |
|  |                                               |
|  | Carnivora (коти, гієни, пси, ведмеді, тюлені) |
|  |                                               |

|  | Perissodactyla (коні, тапіри, носороги) |
|  |                                         |
|  | Artiodactyla (верблюди, жуйні, кити)    |
|  |                                         |

|  | Pholidota (панголіни)                         |
|  |                                               |
|  | Carnivora (коти, гієни, пси, ведмеді, тюлені) |
|  |                                               |

|  | Perissodactyla (коні, тапіри, носороги) |
|  |                                         |
|  | Artiodactyla (верблюди, жуйні, кити)    |
|  |                                         |

|  | Pholidota (панголіни)                         |
|  |                                               |
|  | Carnivora (коти, гієни, пси, ведмеді, тюлені) |
|  |                                               |

|  | Perissodactyla (коні, тапіри, носороги) |
|  |                                         |
|  | Artiodactyla (верблюди, жуйні, кити)    |
|  |                                         |

|  | Pholidota (панголіни)                         |
|  |                                               |
|  | Carnivora (коти, гієни, пси, ведмеді, тюлені) |
|  |                                               |

|  | Perissodactyla (коні, тапіри, носороги) |
|  |                                         |
|  | Artiodactyla (верблюди, жуйні, кити)    |
|  |                                         |

|  | Pholidota (панголіни)                         |
|  |                                               |
|  | Carnivora (коти, гієни, пси, ведмеді, тюлені) |
|  |                                               |

|  | Perissodactyla (коні, тапіри, носороги) |
|  |                                         |
|  | Artiodactyla (верблюди, жуйні, кити)    |
|  |                                         |

|  | Pholidota (панголіни)                         |
|  |                                               |
|  | Carnivora (коти, гієни, пси, ведмеді, тюлені) |
|  |                                               |

|  | Perissodactyla (коні, тапіри, носороги) |
|  |                                         |
|  | Artiodactyla (верблюди, жуйні, кити)    |
|  |                                         |

|  | Pholidota (панголіни)                         |
|  |                                               |
|  | Carnivora (коти, гієни, пси, ведмеді, тюлені) |
|  |                                               |

|  | Perissodactyla (коні, тапіри, носороги) |
|  |                                         |
|  | Artiodactyla (верблюди, жуйні, кити)    |
|  |                                         |

|  | Pholidota (панголіни)                         |
|  |                                               |
|  | Carnivora (коти, гієни, пси, ведмеді, тюлені) |
|  |                                               |

|  | Perissodactyla (коні, тапіри, носороги) |
|  |                                         |
|  | Artiodactyla (верблюди, жуйні, кити)    |
|  |                                         |

|  | Pholidota (панголіни)                         |
|  |                                               |
|  | Carnivora (коти, гієни, пси, ведмеді, тюлені) |
|  |                                               |

|  | Perissodactyla (коні, тапіри, носороги) |
|  |                                         |
|  | Artiodactyla (верблюди, жуйні, кити)    |
|  |                                         |

|  | Pholidota (панголіни)                         |
|  |                                               |
|  | Carnivora (коти, гієни, пси, ведмеді, тюлені) |
|  |                                               |

|  | Perissodactyla (коні, тапіри, носороги) |
|  |                                         |
|  | Artiodactyla (верблюди, жуйні, кити)    |
|  |                                         |

|  | Pholidota (панголіни)                         |
|  |                                               |
|  | Carnivora (коти, гієни, пси, ведмеді, тюлені) |
|  |                                               |

|  | Perissodactyla (коні, тапіри, носороги) |
|  |                                         |
|  | Artiodactyla (верблюди, жуйні, кити)    |
|  |                                         |

|  | Pholidota (панголіни)                         |
|  |                                               |
|  | Carnivora (коти, гієни, пси, ведмеді, тюлені) |
|  |                                               |

|  | Perissodactyla (коні, тапіри, носороги) |
|  |                                         |
|  | Artiodactyla (верблюди, жуйні, кити)    |
|  |                                         |

|  | Pholidota (панголіни)                         |
|  |                                               |
|  | Carnivora (коти, гієни, пси, ведмеді, тюлені) |
|  |                                               |

|  | Perissodactyla (коні, тапіри, носороги) |
|  |                                         |
|  | Artiodactyla (верблюди, жуйні, кити)    |
|  |                                         |

|  | Pholidota (панголіни)                         |
|  |                                               |
|  | Carnivora (коти, гієни, пси, ведмеді, тюлені) |
|  |                                               |

|  | Perissodactyla (коні, тапіри, носороги) |
|  |                                         |
|  | Artiodactyla (верблюди, жуйні, кити)    |
|  |                                         |

|  | Pholidota (панголіни)                         |
|  |                                               |
|  | Carnivora (коти, гієни, пси, ведмеді, тюлені) |
|  |                                               |

|  | Perissodactyla (коні, тапіри, носороги) |
|  |                                         |
|  | Artiodactyla (верблюди, жуйні, кити)    |
|  |                                         |

|  | Pholidota (панголіни)                         |
|  |                                               |
|  | Carnivora (коти, гієни, пси, ведмеді, тюлені) |
|  |                                               |

|  | Perissodactyla (коні, тапіри, носороги) |
|  |                                         |
|  | Artiodactyla (верблюди, жуйні, кити)    |
|  |                                         |

|  | Pholidota (панголіни)                         |
|  |                                               |
|  | Carnivora (коти, гієни, пси, ведмеді, тюлені) |
|  |                                               |

|  | Perissodactyla (коні, тапіри, носороги) |
|  |                                         |
|  | Artiodactyla (верблюди, жуйні, кити)    |
|  |                                         |

|  | Pholidota (панголіни)                         |
|  |                                               |
|  | Carnivora (коти, гієни, пси, ведмеді, тюлені) |
|  |                                               |

|  | Perissodactyla (коні, тапіри, носороги) |
|  |                                         |
|  | Artiodactyla (верблюди, жуйні, кити)    |
|  |                                         |

|  | Pholidota (панголіни)                         |
|  |                                               |
|  | Carnivora (коти, гієни, пси, ведмеді, тюлені) |
|  |                                               |

|  | Perissodactyla (коні, тапіри, носороги) |
|  |                                         |
|  | Artiodactyla (верблюди, жуйні, кити)    |
|  |                                         |

|  | Pholidota (панголіни)                         |
|  |                                               |
|  | Carnivora (коти, гієни, пси, ведмеді, тюлені) |
|  |                                               |

|  | Perissodactyla (коні, тапіри, носороги) |
|  |                                         |
|  | Artiodactyla (верблюди, жуйні, кити)    |
|  |                                         |

|  | Pholidota (панголіни)                         |
|  |                                               |
|  | Carnivora (коти, гієни, пси, ведмеді, тюлені) |
|  |                                               |

|  | Perissodactyla (коні, тапіри, носороги) |
|  |                                         |
|  | Artiodactyla (верблюди, жуйні, кити)    |
|  |                                         |

|  | Pholidota (панголіни)                         |
|  |                                               |
|  | Carnivora (коти, гієни, пси, ведмеді, тюлені) |
|  |                                               |

|  | Perissodactyla (коні, тапіри, носороги) |
|  |                                         |
|  | Artiodactyla (верблюди, жуйні, кити)    |
|  |                                         |

|  | Pholidota (панголіни)                         |
|  |                                               |
|  | Carnivora (коти, гієни, пси, ведмеді, тюлені) |
|  |                                               |

|  | Perissodactyla (коні, тапіри, носороги) |
|  |                                         |
|  | Artiodactyla (верблюди, жуйні, кити)    |
|  |                                         |

|  | Pholidota (панголіни)                         |
|  |                                               |
|  | Carnivora (коти, гієни, пси, ведмеді, тюлені) |
|  |                                               |

|  | Perissodactyla (коні, тапіри, носороги) |
|  |                                         |
|  | Artiodactyla (верблюди, жуйні, кити)    |
|  |                                         |

|  | Pholidota (панголіни)                         |
|  |                                               |
|  | Carnivora (коти, гієни, пси, ведмеді, тюлені) |
|  |                                               |

|  | Perissodactyla (коні, тапіри, носороги) |
|  |                                         |
|  | Artiodactyla (верблюди, жуйні, кити)    |
|  |                                         |

|  | Pholidota (панголіни)                         |
|  |                                               |
|  | Carnivora (коти, гієни, пси, ведмеді, тюлені) |
|  |                                               |

|  | Perissodactyla (коні, тапіри, носороги) |
|  |                                         |
|  | Artiodactyla (верблюди, жуйні, кити)    |
|  |                                         |

|  | Pholidota (панголіни)                         |
|  |                                               |
|  | Carnivora (коти, гієни, пси, ведмеді, тюлені) |
|  |                                               |

|  | Perissodactyla (коні, тапіри, носороги) |
|  |                                         |
|  | Artiodactyla (верблюди, жуйні, кити)    |
|  |                                         |

|  | Pholidota (панголіни)                         |
|  |                                               |
|  | Carnivora (коти, гієни, пси, ведмеді, тюлені) |
|  |                                               |

|  | Perissodactyla (коні, тапіри, носороги) |
|  |                                         |
|  | Artiodactyla (верблюди, жуйні, кити)    |
|  |                                         |

### Класифікації ряду
Лиликоподібних (рукокрилих) звичайно поділяють на два підряди:
- Кажани, або лиликовиді, інколи як «малі рукокрилі» (Microchiroptera), переважно комахоїдні рукокрилі, здатні до ехолокації;
- Крилани, або крилановиді, інколи як «великі рукокрилі» (Macrochiroptera) фруктоїдних рукокрилих (типовий представник — «летюча лисиця»).

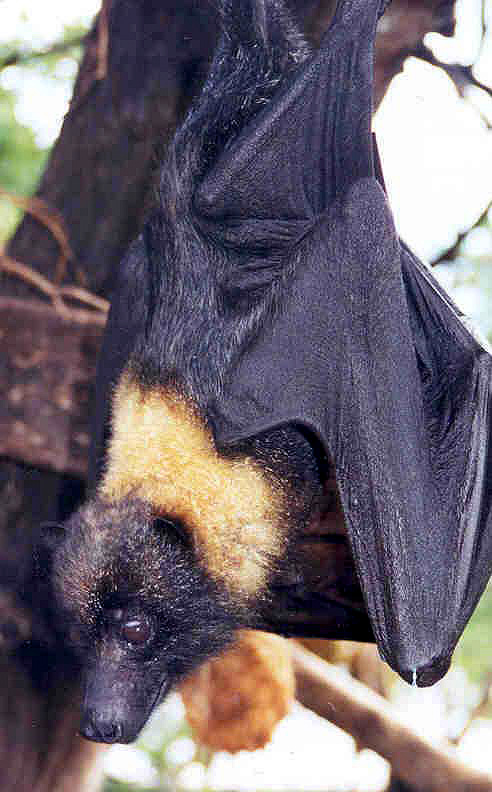
Крилан маріанський (Pteropus mariannus)
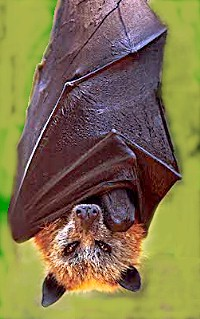
Ацеродон чубатий (Acerodon jubatus)
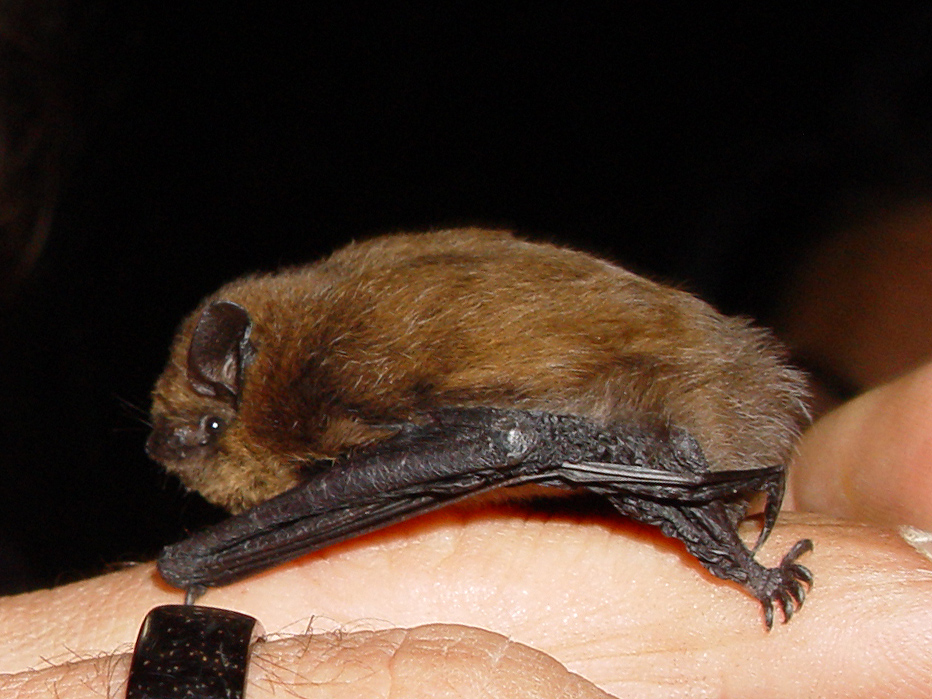
Нетопир карлик (Pipistrellus pipistrellus)
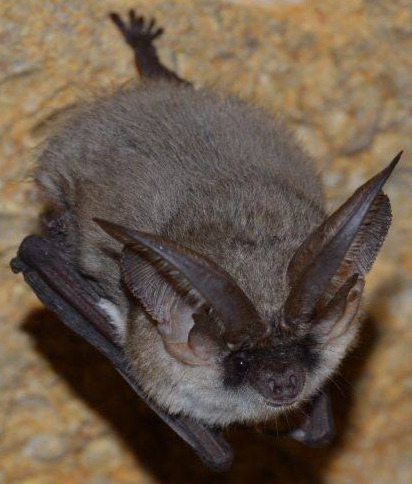
Вухань австрійський (Plecotus austriacus)

За іншими класифікаціями, ствердженими на основі молекулярних порівнянь, ці два підряди дещо перегруповані і наводяться під назвами «інь-рукокрилі» і «янь-рукокрилі» (назви запропоновані 1984 р. у праці Карла Купмена і нещодавно підтримані в низці «молекулярних» класифікацій, напр.):
- Yangochiroptera (~ Microchiroptera, без трьох вказаних нижче родин)
- Yingochiroptera (~ Macrochiroptera + три названі нижче родини)

Ця зміна класифікації викликана більшою родинністю Rhinopomatidae, Rhinolophidae та Megadermatidae з криланами, ніж з кажанами; родини Emballonuridae і Nycteridae, навпаки, перенесені з Macrochiroptera у Yangochiroptera. Відомі також інші, «об'єднавчі» види класифікацій, зокрема й представлена нижче.
Пізніше для Yangochiroptera була запропонована уніфікована назва Vespertilioniformes (Hutcheon, Kirsch, 2006), але щоби обійти її преокупацію (Vespertilioniformes Zagorodnjuk, 1998), запропонували вважати її описаною одночасно з назвою родини як «Vespertilioniformes Gray, 1821». Тоді ж для Yangochiroptera була запропонована уніфікована і типіфікована назва Pteropodiformes.
Загалом, відомо близько 1000 видів лиликоподібних, абсолютна більшість яких належить до підряду лиликовидих.

### Ряд у фауні України
В обсязі фауни України класифікація рукокрилих виглядає так:
- ряд Лиликоподібні, або рукокрилі (Vespertilioniformes, seu Chiroptera) поділяється на два підряди:
  - підряд крилановидих (Pteropodimorpha, або Yinpterochiroptera).
    - родина підковикові (Rhinolophidae) — 2 види, підковики малий і великий

  - підряд лиликовидих (Vespertilionimorpha, або Yangochiroptera)
    - родина довгокрилові (Miniopteridae) — 1 вид, який регіонально вимер, довгокрил європейський
    - родина молосові (Molossidae) — 1 вид-неофіт, тадарида європейська
    - родина лиликові (Vespertilionidae) — 24 види.

Найвідомішими представниками ряду в складі фауни України є пергачі та нетопири, які часто оселяються в будівлях людей і можуть залітати до кімнат через відкриті вікна, особливо під час полювання за комахами.

### Таксономія
Ряд Chiroptera Blumenbach, 1779
Вимерлі групи:
- -     - †Родина Aegyptonycteridae Simmons, N., Seiffert, E., Gunnell, G. 2016
    - †Родина Archaeonycteridae Revilliod, 1917
      - †Рід Archaeopteropus Meschinelli 1903

    - †Родина Hassianycterididae Habersetzer & Storch, 1987
    - †Родина Icaronycteridae Jepsen, 1966
    - †Родина Onychonycteridae Simmons et al., 2008
    - †Родина Palaeochiropterygidae Revilliod, 1917
    - †Родина Philisidae Sigé, 1985
    - †Родина Tanzanycterididae Gunnell et al., 2003
- Підряд крилановиді (Pteropodimorpha, або Yinpterochiroptera)
  - Надродина крилануваті Pteropodoidea
    - Родина Криланові (Pteropodidae) Gray, 1821

  - Надродина підковикуваті (Rhinolophoidea)
    - Родина Джмелевикові (Craseonycteridae) Hill, 1974
    - Родина Hipposideridae Lydekker, 1891
    - Родина Псевдовампірові (Megadermatidae) Allen, 1864
    - Родина Підковикові (Rhinolophidae) Gray, 1825
    - Родина Rhinonycteridae J.E. Gray, 1866
    - Родина Мишохвостові (Rhinopomatidae) Bonaparte 1838
- Підряд лиликовиді (Vespertilionimorpha, або Yangochiroptera)
  - Надродина мішкокрилуваті (Emballonuroidea)
    - Родина Мішкокрилові (Emballonuridae) Gervais, 1856
    - Родина Nycteridae Van der Hoeven, 1855

  - Надродина зайцегубуваті (Noctilionoidea)
    - Родина Фурієкрилові (Furipteridae) Gray, 1866
    - Родина Mormoopidae Saussure, 1860
    - Родина Mystacinidae Dobson, 1875
    - Родина Присосконогові (Myzopodidae) Thomas, 1904
    - Родина Зайцегубові (Noctilionidae) Gray, 1821
    - Родина Листконосові (Phyllostomidae) Gray, 1825
    - Родина Дискокрилові (Thyropteridae) Miller, 1907

  - Надродина лиликуваті (Vespertilionoidea)
    - Родина Cistugidae Lack et al., 2010
    - Родина Довгокрилові (Miniopteridae) Dobson, 1875
    - Родина Молосові (Molossidae) Gervais, 1856
    - Родина Лійковухові (Natalidae) Gray, 1866
    - Родина Лиликові (Vespertilionidae) Gray, 1821

## Дослідження та охорона
В Європі координацією досліджень і стеженням за популяціями рукокрилих займається EUROBATs. В Україні дослідження кажанів ведуть зоологи з Українського теріологічного товариства НАН України, актив яких об'єднаний в Український центр охорони кажанів.
Під егідою Боннської конвенції існує Угода про збереження кажанів в Європі — міжнародний договір щодо координації охорони кажанів.